# Peter O'Toole
Peter Seamus O'Toole (Leeds, 2 de agosto de 1932-Londres, 14 de diciembre de 2013), conocido como Peter O'Toole, fue un actor británico, célebre sobre todo a partir de su interpretación como protagonista en la película Lawrence de Arabia (1962).

## Biografía
El lugar y fecha de nacimiento de Peter O'Toole han sido objeto de controversia, incluso en su autobiografía. Según algunas fuentes, habría nacido en Connemara (Condado de Galway, en el Estado Libre Irlandés) y, según otras, en Leeds (Yorkshire del Oeste, Inglaterra, Reino Unido), lugar donde también creció. Existen incluso certificados de nacimiento expedidos en ambos lugares. O'Toole aceptaba como su fecha de nacimiento el 2 de agosto de 1932, mientras que el certificado de nacimiento irlandés data de junio del mismo año.
O'Toole fue hijo de Constance Jane Ferguson, enfermera escocesa, y de Patrick Joseph O'Toole, un irlandés que fue orfebre de metales, jugador de fútbol y gestor de apuestas de carreras. Cuando O'Toole tenía un año de edad, sus padres iniciaron un tour de cinco años por las ciudades del norte de Inglaterra en las que se efectuaban las mayores apuestas. A poco de iniciada la Segunda Guerra Mundial, Peter O'Toole fue evacuado a Leeds e ingresó en un colegio católico de monjas, donde permaneció durante 7 u 8 años. Él recordaba estos años como muy duros, y era frecuente que luciese hematomas y demás lastimaduras por los castigos disciplinarios que las monjas le propinaban. Era zurdo e intentaron corregirle este "defecto a reglazos".
A los 15 años abandonó la educación formal y consiguió un pequeño trabajo como periodista y fotógrafo en un diario provincial, hasta que fue convocado por el Servicio Nacional para trabajar como señalero (como se denominaba a los encargados de operar y mantener los aparatos y antenas de radio) en la Armada Real. No obstante, en cierta ocasión fue interrogado por un oficial de la Armada sobre su verdadera vocación, y O'Toole contestó que le encantaría ser poeta o actor.

## Primeros papeles
O'Toole hizo sus primeros intentos por concretar su verdadera vocación en Dublín, donde solicitó su incorporación a la Escuela Dramática del Abbey Theatre; pero Ernest Blythe, por entonces el director, lo rechazó debido a su deficiente conocimiento de la lengua irlandesa. No obstante, pudo acceder a la the Royal Academy of Dramatic Art (RADA) (1952-1954), donde tuvo como condiscípulos a Alan Bates, Albert Finney y Brian Bedford. O'Toole recuerda a este grupo como «la clase más sobresaliente que la Academia haya tenido, aun cuando no fuéramos reconocidos sino mucho tiempo después». Empezó a trabajar en el teatro, ganando reconocimiento como actor de Shakespeare en el Bristol Old Vic Theatre y en la English Stage Company.
En 1954 debuta en televisión, y en 1959 como actor de reparto en un film menor, Kidnapped. Luego llegarían The Day They Robbed the Bank of England (1960) y The Savage Innocents (1960), dirigida por Nicholas Ray y protagonizada por Anthony Quinn. O'Toole siempre demostró gran capacidad para internarse en la psicología de los más complicados personajes, aportando un elemento histriónico que constituye a la vez su principal virtud y su mayor defecto. Pero es indiscutible su gran registro emotivo y su talento para expresar los vaivenes emocionales de personajes sumamente complejos (e incluso interiormente torturados) tanto en drama como en comedia. A pesar de su origen medio irlandés y medio escocés, también interpretó frecuentemente a personajes ingleses refinados e intelectuales. A raíz de esta versatilidad y profundidad, en 1962 —y más pronto de lo que esperaba— llegaría su consagración a través de la interpretación de una de las figuras más fascinantes y controvertidas del siglo XX: el teniente coronel inglés Thomas Edward Lawrence, más conocido como Lawrence de Arabia.

## El hito:Lawrence de Arabia

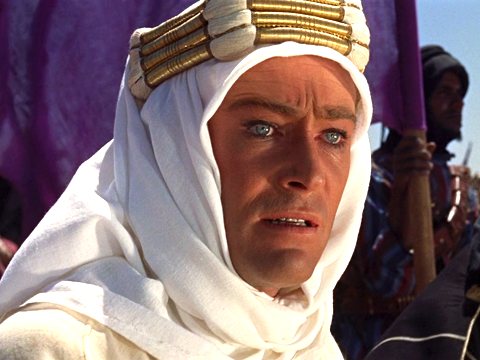
O'Toole como Lawrence de Arabia.

Las actuaciones más recordadas de O'Toole han sido en los filmes Lawrence de Arabia (1962), Lord Jim (1964), Becket (1964), La noche de los generales (1966), El león en invierno (1968), Adiós, Mr. Chips (1969), El hombre de La Mancha (1972) y El último emperador (1987). Sus interpretaciones en Lord Jim, dirigida por Richard Brooks y basada en la novela de Joseph Conrad, y La Noche de los Generales, dirigida por Anatole Litvak y donde luego de Lawrence de Arabia vuelve a compartir cartel con Omar Sharif, constituyen obras maestras de sondeo psicológico.
Pero es sin duda su interpretación de Lawrence de Arabia (1962), el célebre y controvertido héroe inglés que luchó en el frente turco durante la Primera Guerra Mundial, la que marcó un hito no solo en su novel carrera cinematográfica sino en la historia del cine.
La elección de O'Toole surgió como una última opción luego de que el papel protagónico fuera rechazado por Marlon Brando y Albert Finney. El personaje del coronel T. E. Lawrence ofrecía facetas complejísimas, y el actor irlandés solo había interpretado papeles secundarios en tres películas, por lo que el director David Lean no contaba con una actuación fílmica adecuada donde pudiera medir los verdaderos alcances del talento de O'Toole. Otro problema era que Peter O'Toole medía 22 centímetros más que el verdadero T. E. Lawrence, pero en sus rasgos era concordante. La personalidad de O'Toole, considerado alegre y extrovertido pero también díscolo, fue otro factor de discusión que aparecía recurrentemente (en el ambiente fílmico era conocido como «el loco irlandés»).
Superando toda expectativa, Peter O'Toole no solo realizó una de las mejores interpretaciones en la historia del séptimo arte, sino que se involucró a tal punto con el personaje que no dudó en permanecer como un beduino más bajo el sol de los desiertos de Jordania y Marruecos durante largas horas, donde se filmaron gran parte de las secuencias (Almería y Sevilla fueron otras localidades escogidas). Actor afecto a bromear y cantar continuamente, a partir de su propia experiencia en el desierto consideró que T. E. Lawrence debió ser una persona no exenta de un agudo humor que le permitiera sobrellevar las difíciles vicisitudes que se le presentaron en tierras tan extrañas y solitarias. En consecuencia, O'Toole acostumbraba dar rienda suelta a su propio humor durante los descansos entre filmaciones. Varios beduinos que habían conocido al verdadero «Aurens» (incluso uno de los asistentes de filmación era descendiente del jefe tribal Auda Abu Tayi, gran compañero del verdadero T. E. Lawrence) manifestaron con lágrimas en los ojos que este había regresado al desierto de la mano del actor irlandés.
De la mano de David Lean, Lawrence de Arabia constituyó una obra maestra tanto en el terreno interpretativo, argumental (es un fuerte alegato contra el colonialismo), narrativo y fotográfico, e incluso la banda sonora de Maurice Jarre se convirtió en un clásico hasta el día de hoy. Inexplicablemente o no tanto (para Hollywood, O'Toole aún no tenía antecedentes fílmicos de relevancia), esta película recibió 7 premios Óscar en la edición de 1962, incluso el de Mejor Película, pero el correspondiente a Mejor Actor Protagonista recayó en Gregory Peck, por su actuación en Matar a un ruiseñor.

## Después deLawrence de Arabia
Durante los años sesenta y setenta, O'Toole realizó importantes interpretaciones: What's New Pussycat?, de Woody Allen; La Biblia, de John Huston; Cómo robar un millón y..., con Audrey Hepburn; La noche de los generales; La guerra de Murphy; y El hombre de La Mancha, con Sophia Loren; pero ninguna llegó a superar el cenit alcanzado en Lawrence de Arabia. También se mostró como activo oponente a la guerra de Vietnam. A finales de los años setenta estuvo a punto de perder la vida debido a problemas de alcoholismo, y tuvo que someterse a una cirugía para extirparle parte de su estómago e intestinos. Dado que su páncreas resultó gravemente afectado, pasó a convertirse en dependiente de la insulina. También contrajo una enfermedad aparentemente mortal de la sangre, aunque posteriormente se recuperó y poco a poco retomó su carrera de actuación, aunque sin el éxito de años anteriores.
En 1979 participó en la polémica Calígula, junto a Malcolm McDowell y Helen Mirren, película a la que su productor añadió escenas "pornográficas" en contra de los deseos de su director. Incluso estuvo nominado para el Premio Razzie (antítesis del Óscar), por la peor actuación en 1984, por su papel en Supergirl.
Tras varios papeles alimenticios en películas comerciales, O'Toole recuperó auge con El último emperador, de Bernardo Bertolucci, y participó en la superproducción Troya, protagonizada por Brad Pitt.
Fue nominado a mejor actor dramático en los Globos de Oro de 2006 y al Óscar en 2007 por su participación en Venus, en lo que supuso el regreso de este veterano actor a la primera línea de los premios internacionales.

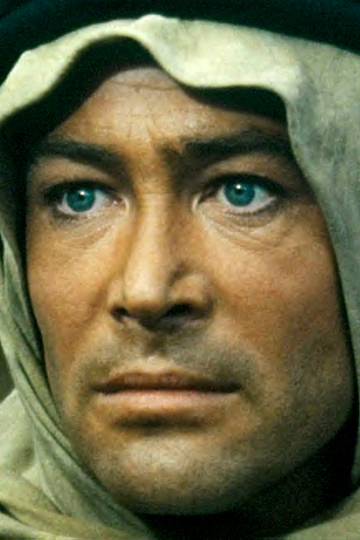
Imagen publicitaria para Lawrence de Arabia (1962).

Estuvo casado con la actriz galesa Siân Phillips de 1958 a 1979, y con ella tuvo dos hijas: Kate y Patricia. Si bien luego formó pareja con la modelo Karen Brown y tuvo a otro hijo, Lorcan Patrick, O'Toole nunca se volvió a casar, probablemente debido a sus creencias católicas relacionadas con el divorcio.
Entabló amistad con la estrella estadounidense Rose McGowan tras trabajar juntos en el filme de 1998 Phantoms. Además de mantener una buena relación en el set de rodaje, la actriz afirmó que solían quedar para hablar y tomar el té, lo que consideraba un verdadero honor.

## Los Premios Óscar
O'Toole fue nominado ocho veces al Óscar, sin éxito, por: Lawrence de Arabia (1962), Becket (1964), El león en invierno (1968), Adiós, Mr. Chips (1969), La clase dirigente (1972), Profesión: el especialista (1980), Mi año favorito (1982) y Venus (2007), y sin embargo terminó por ganar la estatuilla por su trayectoria, en la edición del año 2003. Al inicio se mostró reticente a recibir el premio de la Academia de esta forma, e incluso solicitó más tiempo para ganar el Óscar por un papel en una película, pero ante la insistencia de sus hijos cambió de opinión y se hizo presente en la ceremonia para aceptar su premio.
En un par de esas ocasiones fue nominado por interpretar un mismo personaje, el monarca Enrique II de Inglaterra: Becket (1964) y El león en invierno (1968).

## Retiro
El 11 de julio de 2012, Peter O'Toole anunció a través de un comunicado difundido por su publicista en Nueva York, Bill Augustin, su retiro del cine y del teatro. Dijo que seguiría trabajando en la redacción del tercer volumen de sus memorias.
El 14 de diciembre de 2013, a los 81 años, se dio a conocer su muerte en el Hospital Wellington en Londres tras una larga enfermedad que lo aquejaba.

## Filmografía

### Cine y televisión
| Año  | Película                              |
| ---- | ------------------------------------- |
| 1959 | Los dientes del diablo                |
| 1960 | El robo al Banco de Inglaterra        |
| 1960 | El Secuestrado                        |
| 1962 | Lawrence de Arabia                    |
| 1964 | Becket                                |
| 1965 | Lord Jim                              |
| 1965 | What's New Pussycat?                  |
| 1966 | Cómo robar un millón y...             |
| 1966 | La Biblia                             |
| 1967 | La noche de los generales             |
| 1967 | Casino Royale                         |
| 1968 | El león en invierno                   |
| 1968 | Catalina la Grande                    |
| 1969 | Adiós, Mr. Chips                      |
| 1970 | No todo amor es hermoso               |
| 1971 | La guerra de Murphy                   |
| 1972 | Under Milk Wood                       |
| 1972 | The Ruling Class                      |
| 1972 | El hombre de La Mancha                |
| 1975 | Yo, Viernes                           |
| 1975 | Rosebud                               |
| 1978 | Power Play                            |
| 1979 | Amanecer zulú                         |
| 1979 | Calígula                              |
| 1980 | The Stunt Man                         |
| 1981 | Los antagonistas: Masada (TV)         |
| 1982 | Mi año favorito                       |
| 1983 | Svengali                              |
| 1984 | Supergirl                             |
| 1985 | Creator                               |
| 1986 | Club Paraíso                          |
| 1986 | The Ray Bradbury Theater TV (Banshee) |
| 1987 | El último emperador                   |
| 1988 | High Spirits                          |
| 1990 | El ladrón del arcoiris                |
| 1991 | Rafi, un rey de peso                  |
| 1996 | Los viajes de Gulliver (TV)           |
| 1997 | Cuento de hadas                       |
| 1998 | Phantoms                              |
| 1999 | Juana de Arco (TV)                    |
| 1999 | Molokai: La historia del Padre Damián |
| 2002 | Rock my World                         |
| 2003 | Augustus, el primer emperador (TV)    |
| 2003 | Hitler: The Rise of Evil (TV)         |
| 2003 | Bright Young Things                   |
| 2004 | Troya                                 |
| 2005 | Casanova (TV)                         |
| 2005 | Lassie                                |
| 2006 | Venus                                 |
| 2007 | Ratatouille (voz)                     |
| 2007 | Stardust                              |
| 2008 | Dean Spanley                          |
| 2009 | Los Tudor                             |
| 2011 | Cristiada                             |

## Premios y nominaciones
Premios Óscar
| Año  | Categoría        | Trabajo nominado           | Resultado |
| ---- | ---------------- | -------------------------- | --------- |
| 1963 | Mejor actor      | Lawrence de Arabia         | Candidato |
| 1965 | Mejor actor      | Becket                     | Candidato |
| 1969 | Mejor actor      | El león en invierno        | Candidato |
| 1969 | Mejor actor      | Adiós, Mr. Chips           | Candidato |
| 1973 | Mejor actor      | La clase dirigente         | Candidato |
| 1981 | Mejor actor      | Profesión: el especialista | Candidato |
| 1983 | Mejor actor      | Mi año favorito            | Candidato |
| 2003 | Óscar Honorífico | Óscar Honorífico           | Ganador   |
| 2007 | Mejor actor      | Venus                      | Candidato |

Premios Globo de Oro
| Año  | Categoría                                              | Trabajo nominado               | Resultado |
| ---- | ------------------------------------------------------ | ------------------------------ | --------- |
| 2007 | Mejor actor - Drama                                    | Venus                          | Candidato |
| 2000 | Mejor actor de reparto de serie, miniserie o telefilme | Juana de Arco                  | Candidato |
| 1983 | Mejor actor - Comedia o musical                        | Mi año favorito                | Candidato |
| 1983 | Mejor actor - Miniserie o telefilme                    | Masada                         | Candidato |
| 1981 | Mejor actor - Drama                                    | Profesión: el especialista     | Candidato |
| 1973 | Mejor actor - Comedia o musical                        | El hombre de La Mancha         | Candidato |
| 1970 | Mejor actor - Comedia o musical                        | Adiós, Mr. Chips               | Ganador   |
| 1969 | Mejor actor - Drama                                    | El león en invierno            | Ganador   |
| 1965 | Mejor actor - Drama                                    | Becket                         | Ganador   |
| 1963 | Nueva estrella del año - Actor                         | Nueva estrella del año - Actor | Ganador   |
| 1963 | Mejor actor - Drama                                    | Lawrence de Arabia             | Candidato |

Premios BAFTA
| Año  | Categoría              | Trabajo nominado    | Resultado |
| ---- | ---------------------- | ------------------- | --------- |
| 2006 | Mejor actor            | Venus               | Candidato |
| 1989 | Mejor actor de reparto | El último emperador | Candidato |
| 1964 | Mejor actor            | Becket              | Candidato |
| 1962 | Mejor actor            | Lawrence de Arabia  | Ganador   |

Premios del Sindicato de Actores
| Año  | Categoría   | Trabajo nominado | Resultado |
| ---- | ----------- | ---------------- | --------- |
| 2006 | Mejor actor | Venus            | Candidato |

Premios Satellite
| Año  | Categoría                     | Trabajo nominado | Resultado |
| ---- | ----------------------------- | ---------------- | --------- |
| 2006 | Mejor Actor - Comedia/Musical | Venus            | Candidato |